# Операция «Watch Chain»
Операция Watch Chain (с англ. — «Цепочка от часов») — боевые действия в Демократической Республике Конго (ДРК) между правительственными силами Конголезской национальной армии (фр. Armee Nationale Congolaise; ANC), усиленными отрядом белых наёмников, и повстанцами «Национальной армии освобождения» (фр. Armee Populaire de Liberation; ANL), более известными как «Симба», в 1964 году.
Операция примечательна тем, что это было первое выступление наёмников на стороне правительства ДРК против мятежников симба и боевой дебют ставшего впоследствии знаменитым подразделения «Коммандо 5».

## Цель
Целью операции был захват расположенного на берегу озера Танганьика стратегически важного города Альбертвиль (сейчас Калемие) и освобождение удерживаемых мятежниками заложников европейцев.

## Предпосылки
В начале 1964 года многочисленные конголезские племена, недовольные политикой президента Жозефа Касавубу и его правительства начинают мятеж. Повстанцы, возглавляемые Пьером Мулеле, быстро набирают популярность у отсталых слоев населения и захватывают один город за другим, к августу 1964 года взяв под контроль половину территории страны.
4 августа армия APL Николаса Оленга (фр. Nikolas Olenga) захватила город Стэнливиль, который был объявлен столицей провозглашённой мятежниками Народной Республики Конго.
В этой обстановке президент Касавубу призвал на пост премьер-министра Моиза Чомбе, бывшего лидера сепаратистов провинции Катанга, пользовавшегося авторитетом у многих конголезцев и поддерживаемого некоторыми странами Запада.
Чомбе должен был навести в Конго порядок и, заручившись поддержкой бельгийцев и американцев, пригласил в страну многочисленных технических и военных специалистов. Возглавлять вербовавшихся в это время в ЮАР наёмников должен был отставной майор Британской армии Майк Хоар (позднее известный как «Сумасшедший Майк» или «Бешеный Майк»).
Главной первоначальной задачей, поставленной Чомбе перед ANC,возглавляемой генералом Мобуту и наёмниками Хоара был захват городов Альбертвиль, Маноно, Физи и Увира. Особенно тревожная ситуация сложилась в Альбертвиле, где в плену у симба находилось большое количество заложников — европейцев. Один из лидеров повстанцев, Гастон Сумиало (англ. Gaston Soumialot), в своём радиовыступлении угрожал расправиться с ними. К майору Хоару прибыл к этому времени из ЮАР лишь первый контингент завербованных военных, состоявший из трёх десятков человек. Это были в основном немцы, итальянцы и южноафриканцы. Несмотря на явную недостаточность этих сил Хоар решил начать наступление на Альбертвиль после того, как Чомбе заверил его в поддержке правительственных сил и жандармерии Катанги.

## План
Хоар планировал посадить свою боевую группу в 4 штурмовые лодки в городе Моба (на берегу озера Танганьика, в 140 километрах южнее Альбертвиля), взять хороший запас топлива и боеприпасов и под прикрытием темноты двигаться к Альбертвилю. В 10 километрах севернее города находился аэродром, и Хоар хотел захватить его в первую очередь. Для этого он собирался в ночное время высадиться на ближайшем к аэродрому пляже и внезапным ударом отбить его у мятежников. На рассвете его должна была поддержать конголезская авиация — Конголезские военно-воздушные силы.
После захвата аэродрома Хоару самолётами доставлялись подкрепления и боеприпасы для дальнейшего развития наступления. Армия ANC и катангские жандармы подполковников Бенгалы и Какуджи в это время атаковали со стороны городов Капона и Ниемба.

## Старт операции
23 августа Хоар прибыл со своими людьми в город Моба. С самого начала его преследовали неудачи. Одна из четырёх штурмовых лодок оказалась неисправна. Один из его офицеров со своим отделением отказался от плавания по озеру так как счёл это предприятие слишком опасным. От координации своих действий с ANC и авиацией Хоару также пришлось отказаться из-за того, что он не получил вовремя необходимое радиооборудование. Сигнальные ракеты были утеряны по дороге.
В довершение всех этих несчастий командир наёмников получил неприятное сообщение от подполковника Бенгалы, находившегося со своим батальоном в районе города Капона (130 километров южнее Альбертвиля) с предложением свернуть операцию, так как она, по его мнению, была обречена на провал. Несмотря на всё это, майор решил не отступать. Чтобы приободрить Бенгалу, он отправил лейтенантов Латинис и Макинтош с их людьми (всего 14 человек) ему на помощь, а сам, около полуночи, дал сигнал к началу амфибийной операции «Watch — Chain». Он и 22 члена его боевой группы погрузились в три десантные лодки и отправились на север в сторону Альбертвиля.

## Ход операции
В 4 часа утра 24 августа отряд высадился на берег у города Мпала, находящегося в ста километрах от их главной цели, чтобы отдохнуть в ожидании ночи. Там Хоар встретился с бельгийскими миссионерами и узнал о полученном ими радиосообщении: Гастон Сумиало угрожает расправиться с заложниками в течение 48 часов. Главе миссии было поручено связаться с командиром следующей на север десантной группы и попросить его сделать всё возможное для спасения этих людей. С наступлением темноты наёмники двинулись в путь. Ранним утром 25 августа они приблизились к мысу Рутуку и вышли на берег примерно в 20 км южнее Альбертвиля. Из трёх лодочных моторов в порядке был только один, к тому же на исходе было топливо. Командиру наёмников пришлось на ходу менять план операции. После короткого совещания плавание по озеру решено было отменить, а вместо этого продвигаться как можно быстрее к Альбертвилю по дороге, идущей вдоль озера. Небольшой отряд оставался на месте ремонтировать двигатели, а затем догонял основную группу, следуя по воде. Ввиду отсутствия радиосвязи Хоар не имел возможности связаться с ANC и сообщить об изменении в своих планах.
Двинувшись в путь и пройдя 14 км на север, отряд достиг деревни Малембе и расположился на отдых. Неожиданно в деревню ворвались около 30 мятежников Симба, вооруженных старыми винтовками, копьями и луками и атаковали наёмников. Ответным огнём большинство нападавших было уничтожено, лишь несколько человек сумели скрыться в джунглях. Хоар решает вернуться к своим лодкам, так как чувствует, что пробиться к Альбертвилю по суше невозможно. Глава деревни Малембе также предупредил его, что дорога в город контролируется повстанцами.
Решено было вернуться к первоначальному плану десантной операции. К 16 часам наёмники вышли к оставленному на берегу отряду и погрузились в лодки. Одна лодка взяла на буксир две другие и в ночь на 26 августа боевая группа Хоара приблизилась к центру города Альбертвиль. Они причалили вблизи идущей вдоль берега хорошо освещённой дороги. Повстанцы, однако, были начеку — едва первая лодка коснулась берега, всё освещение было отключено, и по наёмникам был открыт огонь из двух автоматических винтовок. Высадка оказалась невозможна. Хоар, вспоминая этот эпизод, говорил потом: «Лично меня Альбертвиль научил очень многому. Я понял, что война с Симба не будет лёгкой прогулкой. Среди мятежников были люди, которые хорошо знали, что и как нужно делать». Отряду пришлось вернуться к своей стоянке на мысе Рутуку.
Лейтенант Киртон с тремя людьми на единственной исправной лодке был отправлен на юг, в город Мпала, чтобы запросить подкрепления, горючее, боеприпасы и радиооборудование. Всё это должны были сбросить с самолётов в условленном месте. Также лейтенанту было поручено сообщить командованию ANC о том, что Хоар собирается атаковать аэродром на рассвете 27 августа. Однако и его постигла неудача — лодочный мотор скоро вышел из строя и отряд Киртона вынужден был пробираться к Мпала пешком, не успев вовремя передать ANC сообщение майора.
Днем 26 августа бомбардировщики B-26, пилотируемые кубинцами, совершили несколько налётов на Альбертвиль. Они обстреляли административные здания, порт и железнодорожный вокзал. На следующий день они возобновили атаки, сея панику в рядах Симба, которые в ужасе разбегались по улицам города. Находившиеся на мысе Рутуку наёмники наблюдали проход бомбардировщиков. Они пытались привлечь к себе их внимание, но без результата.
Примерно в это время лейтенант Макинтош со своими людьми предпринял попытку освободить удерживаемых в Альбертвиле миссионеров. Они погрузились в два джипа и выехали из города Капона. Ночью они на полной скорости ворвались в город и направились к миссии но, не имея подробного плана Альбертвиля, заблудились, были атакованы превосходящими силами мятежников, потеряли джип и вынуждены были спасаться на одной машине, увозя с собой раненых.
Майор Хоар, ожидавший подкреплений на мысе Рутуку, услышал по радиоприёмнику сообщение о том, что в Альбертвиле идут уличные бои. Потеряв всякую надежду получить долгожданную помощь, он 28 августа погрузил свою боевую группу в две оставшиеся лодки и в две взятые у рыбаков пироги и решил атаковать аэродром, который, как он предполагал, всё ещё находился в руках врага. Лейтенант Бриджес был выслан со своим отделением в разведку, чтобы обозначить место высадки вблизи аэродрома. В темноте они приняли небольшую речку Лубуйу за находящуюся гораздо ближе к аэродрому реку Лугумба. Эта ошибка сыграла свою роль в последующей неудаче наёмников. Бриджес послал условный сигнал и остальные отделения боевой группы прибыли на место к двум часам утра 29 августа.
Хоар поручил лейтенанту Зигфриду Мюллеру (бывшему офицеру Вермахта, впоследствии известному как «Конго-Мюллер») и его отделению охранять место высадки, а сам отправился в разведку на север, однако вскоре вернулся, не обнаружив аэродрома.
Предположив, что находятся северней аэродрома, наёмники двинулись на юг. На самом деле из-за ошибки в навигации они высадились южнее и, таким образом, с каждым шагом отдалялись от своей цели. Пройдя примерно два километра, они обратили внимание на здание, в котором, как им показалось, было слишком много людей. Наёмники даже не подозревали, что это была штаб—квартира Симба и их маленький отряд угодил в самое логово мятежников. В эту ночь многие Симба собрались в штабе. Туда же был приглашен колдун, который должен был совершить обряд «Dawa», делающий, якобы, воинов неуязвимыми для пуль.
Разделившись на три группы, наёмники с разных сторон подходили к зданию. В этот момент они были обнаружены бдительным часовым. Конго — Мюллер впоследствии вспоминал: «Мы были ещё на расстоянии десяти — пятнадцати метров, как вдруг начались обстрел, нападение, дикие крики… Луна светит вовсю. Мы немедленно отступили. У меня сразу было двое убитых. Оба немцы. И лейтенанта, с которым я шёл впереди, ранило копьём в щёку и пулей в плечо. И ещё был один раненый — итальянец, я пытался его стащить с дороги. Он хрипел, изо рта у него шла кровь. Мы отнесли его в сторону, к двум убитым, и тут же исчезли». Майк Хоар описывает этот эпизод так: « На этот раз мы выбрались на берег без особых приключений. Мы обнаружили штаб мятежников, обработали его как следует. Многих убили, но и сами потеряли двоих человек убитыми и двоих ранеными — слишком большие потери для такого маленького отряда!».
Отряд Хоара вынужден был отступить к своим лодкам и эвакуироваться под сильным обстрелом. Раненого лейтенанта Бриджеса смогли забрать с собой. Другой раненый, волонтёр Регацци, был оставлен на поле боя. Он не был обнаружен мятежниками и сумел спастись самостоятельно.
Майор Хоар с 8 людьми и лейтенанты Мюллер и Бриджес с остальными отдельно друг от друга направились в Мпала, куда благополучно прибыли через несколько дней.
Налеты авиации, вторжение двух джипов, атака штаба — всё это вызвало серьёзную обеспокоенность Симба, которые понесли большие потери. Они были вынуждены распылять свои силы и охранять не только стратегические объекты в городе, но и побережье.
На рассвете 29 августа мятежники привели заложников к телам двух убитых наёмников. Симба устроили вокруг них пляски и позировали перед камерой французского журналиста Ива-Ги Берже, единственного западного репортёра, получившего разрешение на съёмки в Альбертвиле. После этого заложники должны были быть казнены.
Однако этим зловещим планам не суждено было сбыться. В десять часов утра колонны из солдат ANC и катангских жандармов подполковников Бенгала и Какуджи при поддержке авиации атаковали город. Одна колонна выдвинулась к железнодорожному мосту через реку Лукуга и, отразив многочисленные контратаки Симба, ворвалась в город. Другая колонна наступала на район, в котором находились штаб и аэродром. В течение нескольких часов сопротивление мятежников было сломлено и остатки их отступили в находящийся севернее Альбертвиля город Бендера, не успев казнить 135 европейцев. Несмотря на угрозы Гастона Сумиало они остались живы, однако два миссионера были убиты несколькими днями ранее.
1 сентября в город прибыл командующий 4 группировки ANC генерал Бобозо и произвёл смотр своим победоносным войскам. Для встречи с генералом прибыл в Альбертвиль и майор Хоар. Его удивительный рейд окончился неудачей, но майора и его маленький отряд трудно было в чём-либо упрекнуть.
Через несколько дней лейтенант Мюллер записал в своём дневнике: «Пятница,4 сентября. Снова в Камине на нашей главной базе. Пью виски с пилотом — американцем. Мы, герои Альбертвиля, снова здесь!».

## Последствия
Взятие Альбертвиля имело не только важное стратегическое значение. Оно оказало огромное влияние на подъём боевого духа конголезских солдат. Они убедились, что «неуязвимых» Симба можно побеждать, что они так же, как и все люди, испытывают страх и подвержены панике.
Весть о падении города была получена в Стэнливиле и вызвала ярость Николаса Оленга. Он объявил заложниками всех находящихся в городе европейцев и угрожал их убить. Для их спасения в ноябре 1964 года была проведена операция «Красный дракон» (Dragon Rouge).